# Desaparición de Tammy Kingery
Tamera Russell Kingery (nacida en Indiana el 13 de abril de 1977) era una mujer estadounidense de 37 años, de profesión enfermera, que desapareció el 20 de septiembre de 2014 en las inmediaciones de North Augusta (Carolina del Sur). Ese mismo día llamó a su esposo Park Kingery desde el trabajo y le pidió que la llevara a casa porque no se sentía bien. Tras esto, Park se marchó con sus dos hijos a hacer algunos recados. Cuando regresaron, la casa estaba cerrada y Tammy no estaba dentro. Una nota, aparentemente dejada por Tammy, decía que iba a dar un paseo y que volvería pronto, pero nunca regresó, estando desaparecida desde entonces.
La familia de Tammy dijo que era inusual que dejara una nota o que caminara por el bosque cerca de su hogar. En la casa, había dejado su bolso, teléfono y llaves, algo necesario para haber cerrado la puerta, como la encontró su marido. Una búsqueda exhaustiva del área alrededor de la casa no dio señales de ella. La investigación realizada por la policía local reveló que había estado intercambiando mensajes con dos hombres, pero la policía no creyó que tuviera relación con su desaparición. Había sido diagnosticada con depresión.

## Trasfondo
Kingery, oriunda del noroeste de Indiana, conoció a su esposo Park Kingery a mediados de la década de 1990 cuando ambos trabajaban juntos en una farmacia local. El 20 de septiembre de 1994, se comprometieron. Después de su matrimonio, la pareja tuvo tres hijos y se establecieron en una casa que construyeron en una zona boscosa del condado de Edgefield, en Carolina del Sur, al norte de la ciudad de North Augusta, cerca de donde Park Kingery había conseguido un trabajo como soldador. Después de terminar una licenciatura en enfermería en 2001, Tammy tomó un trabajo como enfermera en una residencia para la empresa NHC Healthcare, donde trabajó hasta el momento de su desaparición.
Su matrimonio con Kingery fue tenso. Mientras que su padre, que todavía vivía en Indiana, dice que no estaba al tanto de ningún problema matrimonial o psicológico que su hija pudiera haber tenido en ese momento su madre dice que la pareja se había distanciado desde que nació su segundo hijo, llegando a considerar el divorcio. Tammy tuvo una lucha constante con la depresión para la cual tomó medicamentos; había llegado a tener relaciones extramatrimoniales y había tenido tentativas suicidas.
Durante las primeras semanas de septiembre, Tammy parecía estar sufriendo físicamente; según Park, ella había perdido algunos días de trabajo, lo cual era diferente a ella. A menudo se acostaba poco después de regresar del trabajo. Park dice que Tammy creía que ningún tratamiento funcionaría. A mediados de ese mes, alrededor del 16 de septiembre, comenzó a tener problemas para dormir. Una noche se despertó sudando tan fuerte que tuvo que cambiarse de ropa. Este detalle lo confesó a sus dos hermanas, con quienes hablaba regularmente. Le aconsejaron que pidiera una cita a un especialista, la cual tenía prevista para el 21 de septiembre, el día después de su desaparición.

## Desaparición
En la mañana del 20 de septiembre de 2014, Tammy fue a trabajar a su turno a partir de las 7 de la mañana. Sus compañeros de trabajo dicen que estaba agitada por algo, levantando la voz de manera inusual y llegando a tomarse en cuatro ocasiones la tensión, la cual se encontraba en los cuatro intentos elevada. La instaron a calmarse ya que su agitación mantenía su ritmo cardíaco alto.
No mucho después de llegar, llamó a su marido para decirle que se sentía un poco mareada y que quería volver a casa. Como no tenía ganas de conducir, su marido pasó a recogerla, dejando el vehículo en la residencia y marchándose en el coche de Park. Una vez en casa, se puso el pijama y se acostó. Alrededor de las 10 de la mañana, el marido se marchó con los dos hijos de la pareja para hacer recados y darle a su esposa la oportunidad de descansar.
Kingery dejó al hijo mayor en la casa de su madre para que el niño pudiera cortar el césped. Se llevó al hijo más joven con él a hacer los recados, visitando varias tiendas donde los dos fueron vistos por cámaras de seguridad. Cuando regresaron a la casa, el perro estaba afuera y la puerta estaba cerrada. Adentro encontraron una nota de Tammy que decía: "Salí a caminar. Vuelvo pronto. Te amo". Inicialmente, se informó que Tammy se había llevado una mochila de Hard Rock Café con ella, pero luego este dato se corrigió porque la mochila se había vendido una semana antes. Su bolso, cartera, teléfono móvil y llaves todavía estaban dentro de la casa.
Cuando vio la nota, Kingery creyó de inmediato que algo andaba mal. Su primer pensamiento fue que ella había intentado caminar de regreso a su trabajo para recuperar su automóvil. Dejó a sus hijos en casa y condujo el camino que ella habría tomado pero no la encontró. Llamó a su hija y le dijo que se subiera a un automóvil con su amiga y buscara a su madre; llamó a su suegra, quien vino a la casa de inmediato. En la casa, él y su hijo llamaron y buscaron a Tammy en los bosques circundantes. A las 2 de la tarde llamaron a la policía.

## Búsqueda e investigación
La Oficina del Sheriff del Condado de Edgefield respondió al poco tiempo y procedió a tratar de localizar a Tammy. Más tarde rastrearon el domicilio familiar buscando cualquier señal que indicara que se hubiera cometido un delito, sin encontrar nada inusual. Los perros de búsqueda olisquearon los uniformes de enfermería que Tammy había usado para su trabajo esa mañana, pero no encontraron ningún rastro en ninguna parte.
La búsqueda se expandió rápidamente para usar un helicóptero de la División de Aplicación de la Ley de Carolina del Sur y más agentes se desplegaron en un área más grande alrededor de la casa. También buscaron una ruta de senderismo cerca de la Interestatal 20 donde Tammy había ido a menudo en el pasado. Se llegó a dar un aviso de una mujer blanca, que se asemejaba a sus rasgos, caminando a lo largo de la carretera interestatal, en el condado de Columbia, en el estado de Georgia. Sin embargo, esta pista apenas dio frutos.
Park, que personalmente había viajado hasta Atlanta buscando a su esposa, organizó una búsqueda de voluntarios una semana después de su desaparición, pero nuevamente los bosques en las cercanías no arrojaron nada. Familiares y amigos facilitaron anuncios que distribuyeron por el área, confiando en que comerciantes o camioneros pudieran dar con ella en zonas más lejanas. En lo profundo del bosque cercano de la casa, los buscadores voluntarios percibieron el olor de algo que pensaron que era un cadáver. Lo siguieron hasta una cabaña de madera abandonada, en una zona repleta de zarzas. En el interior encontraron esponjas, guantes y una bolsa de plástico que contenía un perro muerto, la fuente del hedor. Si bien muchos de ellos creen que el cobertizo puede tener alguna conexión con la desaparición de Tammy, la oficina del sheriff lo había verificado en su búsqueda original, rechazando tal conexión. Sin embargo, algunos de los voluntarios que participaron en la búsqueda no quedaron convencidos con dicha pista, alegando que se habían colocado pistas artificiales para conducirles hasta la cabaña. Los intentos adicionales de búsqueda en el bosque se redujeron cuando la temporada de ciervos de Carolina del Sur comenzó poco después, lo que hizo que el bosque fuera inseguro.
Inicialmente, la policía había mantenido los detalles de la depresión de Tammy fuera de sus declaraciones públicas sobre el caso. Creían que simplemente describirla como "en peligro" sin decir por qué podría ayudarlos a filtrar consejos genuinos de llamadas falsas o equívocas. Pero a fines de septiembre, Park decidió hacer pública ese delicado dato personal, aparentemente esperando que la gente reconociera la urgencia de su condición y la encontrara.
La policía miró el teléfono de Tammy para ver si podría ayudar a establecer lo que hizo o tenía la intención de hacer ese día. Encontraron dos conjuntos de mensajes de texto con otros hombres, que describieron como de naturaleza "romántica", que Tammy aparentemente había eliminado antes de su desaparición. Sin embargo, ambos hombres fueron investigados sin encontrarse rastros de haber estado involucrados en su desaparición.
Tammy compartió el entusiasmo de su familia por las motocicletas, y dos consejos que recibieron los investigadores sugieren que uno podría haber estado involucrado en su desaparición. Su hija dice haber visto a su madre como la acompañante en una motocicleta que pasó junto al automóvil en el que estaba con su amiga mientras estaban cerca de la casa de la familia (pero no pudieron ubicarlas). Un vecino también recuerda haber escuchado un vehículo con un motor ruidoso, posiblemente una motocicleta, salir del porche de la casa familiar después de que Kingery se marchara con sus hijos a hacer los recados.
Las circunstancias de la desaparición de Tammy resultaron particularmente desconcertantes para su familia y amigos. Primero estaba la zona forestal cercana a la casa de los Kingery, porque no era una zona de fácil acceso para la gente que quisiera ir a correr o a hacer senderismo. Segundo, estaba el rastro de que dejara una nota en el domicilio, algo inusual porque casi siempre se mantenía en contacto con su familia, amigos y compañeros de trabajo a través de mensajes de texto. La conclusión de la nota "Te amo" también les pareció más como algo que alguien podría decir si esperaran estar ausentes durante semanas en lugar de horas. Se especuló que podría no haber sido escrito por ella, pero varios meses después de su desaparición, la División de Aplicación de la Ley del Estado confirmó que sí.
Otra pregunta se centró en el cierre de la casa cuando regresaron Kingery y su hijo. La puerta principal de la casa solo podía cerrarse desde afuera, con la llave. Sin embargo, las llaves de Tammy, incluida la de la casa, estaban dentro, junto con su bolso y otros accesorios personales, artículos que seguramente no habrían estado si hubiera planeado una ausencia más larga.
Unas semanas después de la desaparición de Tammy, la policía declaró oficialmente que creía que había "circunstancias sospechosas" en el caso. Su familia también cree que algo desagradable le sucedió. "Desafortunadamente ella desarrolló una depresión, y creo que eso fue lo que la llevó a irse", dijo Kingery a la cadena de televisión local WRDW-TV un año después. Dijo que Tammy a veces le decía que "necesitaba escapar". Según cuenta, había intentado suicidarse dos semanas antes de su desaparición, y se ha sugerido que la desaparición fue otro intento de suicidio que habría dejado su cuerpo sin descubrir.
Alternativamente, dada la posibilidad de que alguien más haya estado involucrado, Tammy pudo haber sido secuestrada o asesinada. "Siempre pensé que tal vez alguien acababa de entrar a la casa y se la llevó", dijo Kingery, recordando cuántos de sus artículos personales quedaron atrás. La familia pidió a la policía que buscara en lagos y zonas acuáticas, con la posibilidad de que su cuerpo se encontrara allí, algo que también resultó infructuoso.
Después de las búsquedas iniciales, la policía decidió investigar a fondo a su marido. El relato de sus acciones y paradero en la mañana en que Tammy desapareció fue corroborado tanto por entrevistas independientes con sus hijos, llamadas telefónicas y triangulación del móvil, así como por imágenes de las cámaras de seguridad de las tiendas que visitó con sus hijos. También aceptó pasar una prueba del detector de mentiras.